# Северная Тыдэотта
Северная Тыдэотта (устар. Северная Тыдыотта) — река в России, протекает в Ямало-Ненецком АО. Сливаясь с рекой Южная Тыдэотта образует реку Тыдэотта (приток Ягенетты). Длина реки составляет 147 км. Площадь водосборного бассейна — 1300 км². Высота устья — 30,7 м над уровнем моря.
У южной подошвы возвышенности Сатты в верхнем течении реки Северная Тыдэотта найдены палеолитические орудия возрастом 50—150 тыс. лет.
Система водного объекта: Тыдэотта → Ягенетта → Пур → Карское море.

## Притоки
(км от устья)
- 9 км: Янгъяха (пр)
- Нойсомаяха (пр)[2]
- 60 км: Нерутаяха (лв)
- Садаяха (пр)[2]
- 80 км: Нгаркаяха (пр)[2]
- Нюдяяха (пр)[2]
- 93 км: Хэрнесъяха (пр)
- 98 км: Воргейяха (пр)
- 108 км: Харулейяха (лв)[5]
- 115 км: Вылатъяха (лв)
- 119 км: Каймъяха (лв)[6]
- 121 км: Лимбейяха (пр)[6]
- Тоньяха (пр)[6]

## Данные водного реестра
По данным государственного водного реестра России относится к Нижнеобскому бассейновому округу, водохозяйственный участок реки — Пур, речной подбассейн реки — подбассейн отсутствует. Речной бассейн реки — Пур.
Код объекта в государственном водном реестре — 15040000112115300059330.